# Антуан Мармонтель
Антуан Франсуа Мармонтель (фр. Antoine-François Marmontel; 16 липня 1816 — 16 січня 1898) — французький композитор, професор Паризької консерваторії класу фортепіано.

## Біографія
Мармонтель народився 16 липня 1816 року в місті Клермон-Ферран. З 1827 року вчився в Паризької консерваторії грі на фортепіано у П'єра Циммермана, композиції у Фроманталя Галеві та Ж. Ф. Лесюера, гармонії у Віктора Дурлана.
Завдяки своїм здібностям Антуан Мармонтель отримав перші премії із сольфеджіо та фортепіано і 1838 року став уже асистентом професора консерваторії із сольфеджіо, а з 1848 року він допомагав професору Ціммерманну. Мармонтель є одним з найбільших представників французької школи фортепіанної педагогіки другої половини XIX століття. У 1848—1887 роках був професором Паризької консерваторії. Його учнями стали Жорж Бізе, Клод Дебюссі, Луї Д'ємер, Маргеріт Лонґ, Еміль Вальдтейфель, Франсіс Планте та Антон Симон. Помер 16 січня 1898 року в Парижі.

## Музичні твори
Мармонтель написав велику кількість творів, близько 200 опусів. Серед них ноктюрни та романси, а також етюди, необхідні для його учнів у консерваторії.
- «L 'Art de déchiffrer» (до збірки увійшли «Сто простих етюдів»).
- 1847 — «École élémentaire de mécanisme et de style» (складається з 24 етюдів)
- «étude de mécanisme»
- «Cinq études de salon»
- «L 'Art de déchiffrer à quatre mains»
- 1887 — «Enseignement progressif et rationnel du piano» .

## Фамільні зв'язки
- Антуан Франсуа Мармонтель — внучатий племінник письменника Жана-Франсуа Мармонтеля.

- Свого сина Антуан назвав Антоненом, він став викладачем фортепіано Паризької консерваторії.